# Obrociște, Dobrici
Obrociște (în bulgară Оброчище, în română Teche) este un sat în comuna Balcik, regiunea Dobrici, Dobrogea de Sud, Bulgaria. 
Între anii 1913-1940 a făcut parte din plasa Balcic a județului Caliacra, România. Localitatea e situată în „Valea fără iarnă” (Valea Batovei).
În luna mai are loc un pelerinaj tradțional la mausoleul din localitate, la care participă atât creștinii cât și musulmanii.
Vasile Stroescu în lucrarea Dobrogea nouă pe căile străbunilor nota: Satul Teke și-a luat numele dela vechea mănăstire de derviși, construită în secolul al XVI-lea, în timpul lui Soliman al II-lea. E Situat în valea Batovei, având la răsărit și miazăzi Duziorman (pădure de șes), la nord-est Cazâlcaea-bair către Gheiciler, la apus Caratepe (movila neagră), Cervenpăt (drumul roșu), Salhana bair, Covanlâc dere, Hamzalar bair spre miază-noapte, iar Magiarlâc bair spre Ecrene pe coasta mării. Dealurile sunt mai toate acoperite cu păduri. Prîn vale curge Batova, vechiul Zyras. În marginea satului, la poalele Duziormanului, se ridică renumita mănăstire de derviși și poate cea mai mare din Europa. Distrugerea arhondaricului și a celalte clădiri ce împodobeau mănăstirea nu se știe în ce timp a fost. Kanitz, în calatoria sa la mănăstire, descrie că nu exista alta mai mare în Europa și proporțiile monumentale a porții inspiră pelerinilor turci un sentiment de respect, la fie ce pas în interiorul sanctuarului, plin de tăcere și maistate, mărind puterea mistică.

## Demografie
Componența etnică a satului Obrociște
     Bulgari (55,45%)
     Turci (4,19%)
     Romi (23,81%)
     Nicio identificare (15,51%)
     Altele (1,01%)
La recensământul din 2011, populația satului Obrociște era de 2.263 locuitori. Din punct de vedere etnic, majoritatea locuitorilor (55,45%) erau bulgari, existând și minorități de romi (23,81%) și turci (4,19%). Pentru 15,51% din locuitori nu este cunoscută apartenența etnică.